# Gorila-das-montanhas
O gorila-das-montanhas (Gorilla beringei beringei) é uma das duas subespécies de gorila-do-oriente. Há duas populações. Uma é encontrada nas Montanhas Virunga na África Central, em três parques nacionais: Parque Nacional Mgahinga, no sudoeste de Uganda; Parque Nacional dos Vulcões, no noroeste de Ruanda; e o Parque nacional de Virunga, no leste da República Democrática do Congo. A outra população ocorre no Parque Nacional Impenetrável de Bwindi, em Uganda. Alguns primatólogos dizem que esta última população deveria ser considerada uma subespécie diferente. Tem como único predador natural o leopardo. O número total de indivíduos estimados em 2018 era de 1 004.

## Taxonomia e evolução

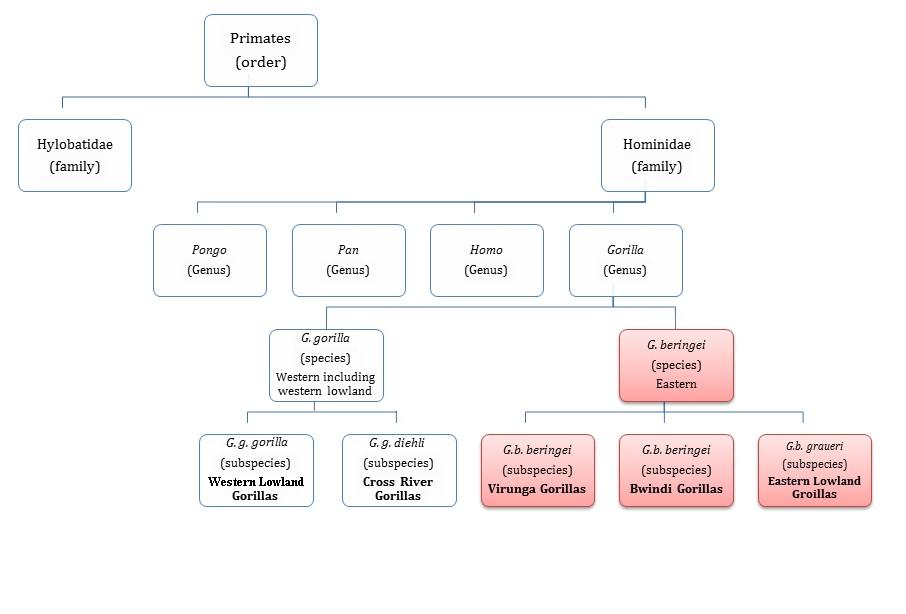
Filogenia do gênero Gorilla

Os gorilas-das-montanhas são descendentes de primatas encontrados na África e na Arábia no começo do Oligoceno (há 34-24 milhões de anos). O registro fóssil providencia evidência de primatas hominóides encontrados no leste da África há entre 18 e 22 milhões de anos. O registro fóssil da área onde os gorilas-das-montanhas é particularmente pobre em fósseis, e sua história evolutiva não está clara. Foi há cerca de 9 milhões de anos que o grupo de primatas que evoluiu para os gorilas se separou do ancestral comum entre humanos e chimpanzés; foi então que o gênero Gorilla surgiu. Não é certo qual foi o parente primitivo do gorila, mas é possível que tenha sido Proconsul africanus. Gorilas-das-montanhas se isolaram dos gorilas-das-planícies-orientais há cerca de 400 000 anos, e eses dois táxons se separaram dos gorilas-do-ocidente há cerca de 2 milhões de anos. Há considerável e não resolvido debate acerca da classificação dos gorilas-das-montanhas. O gênero primeiramente foi referenciado como Troglodytes em 1847, mas foi renomeado para Gorilla em 1852. Foi em 1967 que Colin Groves propos que todos os gorilas eram de uma única espécie, Gorilla gorilla, com três subespécies: Gorilla gorilla gorilla, Gorilla gorilla graueri e Gorilla gorilla beringei. Em 2003, após revisão, eles foram divididos em duas espécies (Gorilla gorilla e Gorilla beringei) pela IUCN.

## Descrição

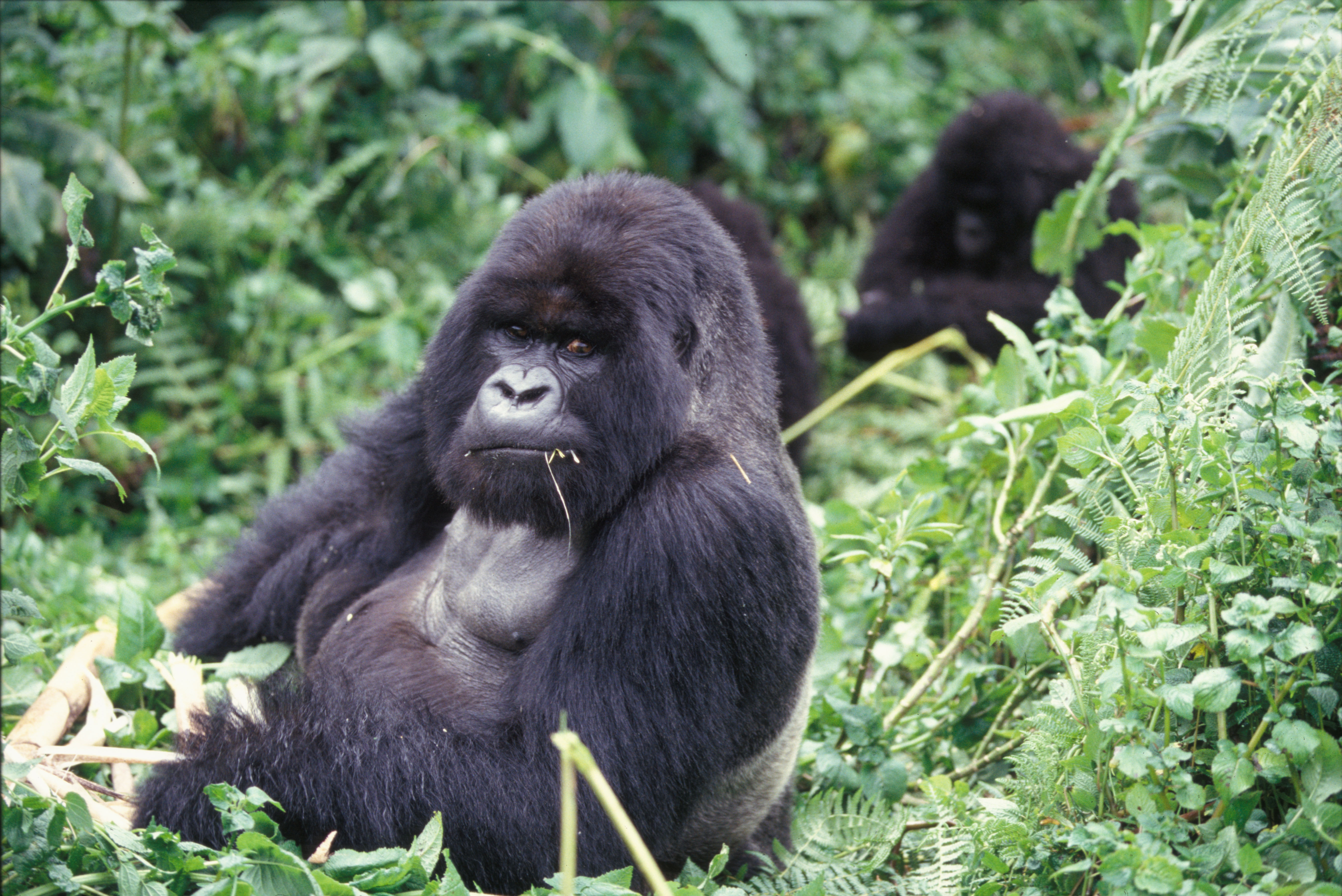
Gorila-das-montanhas macho em Uganda.

A pelagem do gorila-das-montanhas é muito mais espessa do que as demais espécies de gorilas, o que permite que eles vivam em temperaturas mais frias. Os gorilas-das-montanhas podem ser identificados por impressões no nariz exclusivas para cada indivíduo. Os machos podem pesar até 220 kg e atingir 2,10 metros de altura, eles podem ser até duas vezes mais pesados que as fêmea, que pesam em média 100 kg e têm uma altura de 1,40 m. Está subespécie é menor que o gorila-da-planície-oriental, a outra subespécie do gorila do leste. Os machos adultos possuem cristas ósseas pronunciadas no topo da parte de trás de seus crânios, dando a cabeça uma forma mais cônica. Essas cristas hospedam músculos temporais poderosos, que se ligam ao maxilar inferior (mandíbula). Seus olhos são castanhos escuros emoldurados por um anel preto em torno da íris. Machos adultos são popularmente conhecidos como costas prateadas devido a uma camada de pelos cinzas que se desenvolvem em seu dorso com a idade. O macho adulto mais alto já registrado tinha aproximadamente 2,50 m de altura, uma envergadura de braço de 3m e pesava 280 kg. Há também registro de um grande costas prateadas morto a tiros no Camarões que tinha 1,93 m de altura e 267 kg.
Gorilas são basicamente terrestres e quadrúpedes, no entanto eles são capazes de subir em árvores frutíferas se os galhos das mesmas forem capazes de sustentar o seu peso. Eles também conseguem correr bipedalmente por até 6 m de distância. Como todos os grandes primatas, com exceção dos seres humanos, seus braços são maiores que as pernas. Eles se movimentam semelhante ao chipanzé comum, mas diferente do bonobo e dos orangotangos, apoiando seu peso nas costas de seus dedos curvos, em vez de nas palmas das mãos.
Os gorilas das montanhas são diurnos, ativos entre as 6 da manhã até 18 da tarde. Muitas dessas horas são gastas comendo, pois são necessárias grandes quantidades de alimentos para sustentar o seu enorme peso. Eles se alimentam no início da manhã, descansando no final da manhã e por volta do meio dia,e à tarde eles se alimentam novamente antes de descansar a noite. Cada gorila constrói um ninho de vegetação circundante para dormir, fazendo um novo a cada noite. Somente bebês dormem no mesmo ninho que as mães. Eles deixam seus locais de dormir quando o sol nasce por volta das 6 da manhã, exceto quando o dia está frio e nublado; então eles costumam ficar mais tempo em seus ninhos.